# Tahar Ben Ammar

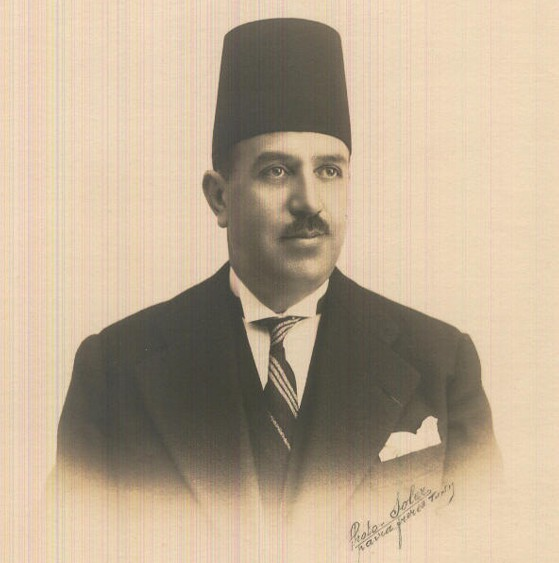
Tahar Ben Ammar (1916)

Tahar Ben Ammar (arabisch الطاهر بن عمار at-Tāhir ibn ʿAmmār, DMG aṭ-Ṭāhir ibn ʿAmmār; * 25. November 1889 in Tunis; † 10. Mai 1985 ebenda) war ein tunesischer Politiker und führender Unabhängigkeitsaktivist. Er war von 1954 bis 1956 Premierminister von Tunesien und spielte eine zentrale Rolle bei den Verhandlungen über die Unabhängigkeit von Frankreich.

## Leben

### Frühe Jahre und familiärer Hintergrund
Tahar Ben Ammar wurde am 25. November 1889 in Tunis geboren. Er stammte aus einer wohlhabenden Familie von Großgrundbesitzern, die zu Beginn des 20. Jahrhunderts aus Tripolis nach Tunis gezogen war. Nach dem Besuch des Collège Alaoui und des Lycée Carnot musste er 1907 wegen des Todes seines Vaters die Schule abbrechen und die Leitung des Familienbetriebs übernehmen. In den folgenden Jahren modernisierte er die landwirtschaftlichen Strukturen des Betriebs und reiste häufig zwischen Tunesien und Europa. Dabei knüpfte er erste Kontakte zu Geschäftsleuten und politischen Entscheidungsträgern.

### Politische Anfänge und der Weg zur Destur-Partei
Sein politisches Engagement begann mit der Bewegung der Jeunes Tunisiens. Deren Ziel der politischen Reform und Selbstbestimmung unterstützte er grundsätzlich. Innerhalb der Gruppe gab es jedoch unterschiedliche Vorstellungen über das Vorgehen. Während einige eine sofortige Unabhängigkeit vom französischen Protektorat forderten, sprach sich Ben Ammar für schrittweise Veränderungen aus. Aus dieser Diskussion entstand im Juni 1920 die Destur-Partei. Er schloss sich der Partei an und wurde im selben Jahr in zwei Delegationen nach Frankreich entsandt, um politische Reformen zu verhandeln. Obwohl die zweite Delegation zunächst Erfolg versprach, machte der französische Generalresident Lucien Saint alle Hoffnungen zunichte, indem er betonte, dass eine Verfassung mit dem französischen Protektorat unvereinbar sei. Diese Enttäuschung führte zur inneren Spaltung der Partei und zum Austritt Ben Ammars Ende 1921.
Kurz darauf trat er der Parti réformiste destourien bei, die stärker auf einen moderaten Reformkurs setzte. Mit ihrer Unterstützung erreichte er 1922 erste Zugeständnisse der französischen Verwaltung. Diese sicherten der tunesischen Bevölkerung mehr politischen Einfluss. Um 1924 verließ er auch diese Partei.

### Aufstieg in der Verwaltung und politischer Einfluss
Im Jahr 1928 wurde Ben Ammar zum Präsidenten der Kammer für landwirtschaftliche Interessen der einheimischen Bevölkerung gewählt und übernahm zudem deren Vertretung im Grand Conseil. Zwischen 1936 und 1938 hatte er den Vorsitz im tunesischen Teil des Gremiums inne. Während des Zweiten Weltkriegs ruhte dessen Arbeit, wurde jedoch 1943 wieder aufgenommen. Im selben Jahr wurde er Delegierter in der Assemblée consultative provisoire, wo er unter anderem auf Charles de Gaulle traf.
Im September 1944 übernahm er den Vorsitz eines Komitees mit dem Ziel, Tunesien zu einem Staat mit innerer Autonomie auf demokratischer Grundlage zu entwickeln. Die französische Verwaltung entzog ihm jedoch 1946 den Vorsitz im Grand Conseil, um weitere Forderungen zu verhindern. 1950 kehrte er in diese Position zurück. Unter seiner Leitung forderte die tunesische Sektion im Juli desselben Jahres erneut politische Autonomie. Premierminister Mohammed Sheniq stellte daraufhin ein Reformprogramm auf, das mehr nationale Kontrolle in Verwaltung und Justiz vorsah. Die Ablehnung durch die französische Regierung führte zum Rückzug Tunesiens aus dem Grand Conseil, der anschließend aufgelöst wurde. Ben Ammar nahm wieder seine Funktion als Präsident der Landwirtschaftskammer auf.

### Vermittler in der Krise und Vorreiter der Autonomie
Anfang 1952 reagierte Frankreich mit Repressionen auf den wachsenden Widerstand gegen das Protektorat. Am Kap Bon schlugen französische Truppen eine Revolte nieder. Viele führende Politiker wurden verhaftet. Ben Ammar war einer der wenigen, die sich weiterhin frei bewegen konnten. Er reiste im Februar 1952 nach Paris, um mit Politikern wie François Mitterrand über eine politische Lösung zu verhandeln. Dort entstand ein Kompromissvorschlag, der Tunesien mehr Freiheiten zugestehen sollte, allerdings innerhalb der Union française. Aufgrund des schnellen Sturzes der französischen Regierung Faure wurde der Plan jedoch nicht weiterverfolgt. Im August 1952 nahm Ben Ammar an einer Versammlung in Karthago teil, bei der vierzig tunesische Persönlichkeiten einen neuen französischen Reformvorschlag ablehnten. Erst mit dem Amtsantritt von Generalresident Pierre Voizard im September 1953 beruhigte sich die Lage allmählich.

### Regierungszeit und Unterzeichnung des Autonomieabkommens
Im Juli 1954 verkündete der französische Ministerpräsident Pierre Mendès France die Anerkennung der inneren Autonomie Tunesiens. Frankreich schlug für die Übergangszeit eine neue tunesische Regierung vor. Nachdem Aziz Djellouli das Amt des Premierministers abgelehnt hatte, wurde Ben Ammar am 7. August 1954 zum Regierungschef ernannt. Die Zusammensetzung seines Kabinetts wurde am 18. August bekanntgegeben. Die Verhandlungen mit der französischen Seite begannen am 4. September in Tunis und wurden später in Paris fortgesetzt.
Ben Ammar setzte sich dafür ein, die Widerstandsbewegung der Fellaga zu entwaffnen, um Verhandlungsspielräume zu erhalten. Am 23. November 1954 rief er die bewaffneten Kämpfer dazu auf, ihre Waffen niederzulegen. Dies trug zur Stabilisierung der politischen Lage bei. Im Januar 1955 verhandelte er erneut persönlich mit Pierre Mendès France über die Übertragung der Polizeigewalt an die tunesische Verwaltung. Nach dem Rücktritt der französischen Regierung wurde das Thema von Edgar Faure weitergeführt. Schließlich unterzeichnete Ben Ammar am 3. Juni 1955 gemeinsam mit Mongi Slim das Abkommen über die innere Autonomie Tunesiens.

### Von der Autonomie zur Unabhängigkeit
Nach der Unterzeichnung der Verträge reichte Ben Ammar am 13. September 1955 seinen Rücktritt ein. Da ein breiter Konsens über seine Rolle bestand, wurde er am folgenden Tag erneut mit der Regierungsbildung beauftragt. Am 17. September stellte er ein neues Kabinett vor. In dieser Zeit wuchs jedoch die innenpolitische Spannung. Salah Ben Youssef, der im Dezember 1955 in die Kritik am Abkommen einstieg, sowie die Neo-Destur-Partei forderten die sofortige vollständige Unabhängigkeit. Zudem kam es zu sozialen Spannungen und Streiks.
Am 28. Dezember kündigte die Regierung die Einberufung einer verfassunggebenden Versammlung an. Die ersten freien Wahlen wurden für März 1956 angesetzt. Anfang desselben Jahres führte Ben Ammar die tunesische Delegation bei Verhandlungen mit Frankreich an. Am 20. März 1956 unterzeichnete er in Paris gemeinsam mit dem französischen Außenminister Christian Pineau das Protokoll zur vollständigen Unabhängigkeit Tunesiens. Am 25. März wurde Ben Ammar bei der Wahl zur Nationalversammlung als Abgeordneter in das Parlament gewählt. Zwei Wochen später trat er als Regierungschef zurück und übergab die Amtsgeschäfte an Habib Bourguiba.

### Politische Repression und späte Rehabilitierung
Nach seinem Rücktritt blieb Ben Ammar zunächst politisch aktiv und behielt seinen Posten in der Landwirtschaftskammer. Im Oktober 1957 wurden jedoch sämtliche Handels- und Landwirtschaftskammern aufgelöst. Im März 1958 wurde er unter dem Vorwurf verhaftet, Schmuck der ehemaligen Königsfamilie zurückgehalten zu haben. Zuvor hatte er sich geweigert, gegen den abgesetzten Bey Lamine auszusagen. Er blieb über vier Monate in Haft. Die Anklage wegen des Schmucks wurde fallengelassen. Am 8. September 1958 wurde er schließlich wegen Steuerhinterziehung zu einer Geldstrafe verurteilt. Beobachter kritisierten das Verfahren als politisch motiviert.
Im Zuge der späteren Kollektivierungspolitik verlor Ben Ammar 1963 sein Landgut in Kharja. Erst ab 1966 wurde er wieder zu offiziellen Zeremonien eingeladen. Am 25. Juli 1969 erhielt er den Großorden der Unabhängigkeit. Später folgten weitere nationale Auszeichnungen. Nach einem Schlaganfall im Jahr 1983 verstarb er am 10. Mai 1985 in Tunis.